# Out the Mud
Out the Mud è un singolo dei rapper statunitensi Lil Baby e Future, pubblicato l'11 giugno 2019.

## Video musicale
Il videoclip ufficiale del brano è stato pubblicato sul canale ufficiale del rapper.

## Tracce
1. Out the Mud – 2:44